# 이전가격
이전가격(移轉價格, Transfer price)이란 관련기업 사이에 원재료ㆍ제품 및 용역을 공급하는 경우에 적용되는 가격이다. 다국적 기업이 국가간 법인세율 차이를 이용한 세후이익 극대화를 위해 이전가격을 조작하는 경우 문제가 된다. 이 때에는, 이러한 이전가격을 부인하고 정상가격(Arm's Length Price)을 기준으로 소득금액을 계산하는데 이를 이전가격과세(Transfer Pricing Taxation)라고 한다.

## 같이 보기
- 아일랜드의 조세 피난처